# Erytrosine
Erytrosine (ook wel: erytrosine B of tetrajodofluoresceïne) is een kersroze synthetische jodiumbevattende rode kleurstof. De kleurstof wordt al jaren gebruikt, in 1964 en in 1969 is de veiligheid door de EU onderzocht. Deze kleurstof wordt door tandartsen ook gebruikt in plaqueverklikkende tabletten.
Als additief is het in de EU toegestaan onder E-nummer E127. Met een omslagtraject van 0,0 tot 3,6 (geel naar rood) is de kersroze kleur gekoppeld aan de basische vorm van deze stof.

## Classificatie
Deze kleurstof is vermeld onder de volgende classificatiesystemen:
- FD&C Rood Nr. 3
- Nr. E127 van de EU (Voedingsrood 14)
- Color Index nr. 45430 (Zuur Rood 51)
- Indische Normen Nr. 1697

## Toepassingen
Het wordt gebruikt als voedselkleurstof, in drukinkten, bij het aantonen van tandplaque en als radiopaak medium.

## Bijwerkingen
- Afgeraden voor mensen met astma
- Afgeraden voor hyperactieve kinderen
- Afgeraden voor mensen met schildklierproblemen
- Niet gebruiken in combinatie met aspirine